# Санталові
Санталові (Santalaceae) — родина квіткових рослин, котра містить близько 50 родів і приблизно 1000 видів майже в усьому світі за межами холодних районів; особливо поширені вони в тропіках.

## Опис
Це в основному деревні рослини: в основному чагарники, рідко дерева; або є паразитичні трав'янисті рослини. Деякі види замість листяного мають стебловий фотосинтез. Листя або добре розвинене або значно редуковане. Листя в основному чергуються. Вони в основному дводомні, рідко однодомні. Дуже маленькі, радіально симетричні квіти двостатеві або одностатеві. Є, як правило, три, рідко два, чотири або п'ять, плодолистка. Плоди: ягоди, кістянки або горіх.

## Поширення
Поширені майже по всьому світі за межами холодних районів, особливо поширені вони в тропіках.

## Використання
Сантал (Santalum) ціниться за аромат зумовлений високим вмістом ефірної олії, яка застосовується у парфумерії, косметиці та медицині. Деревина сантала використовується для виготовлення різних предметів.

## Галерея

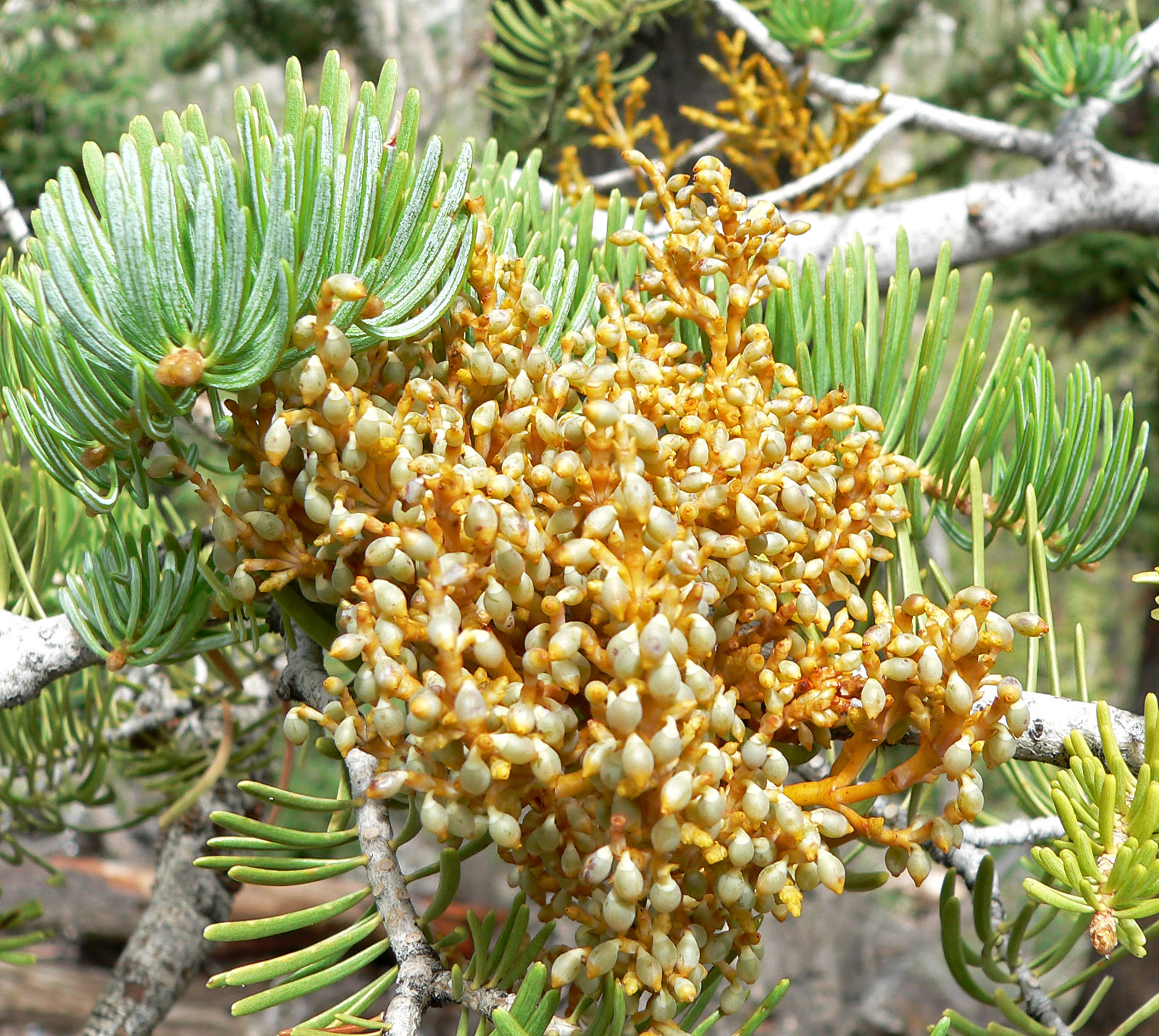
Arceuthobium abietinum
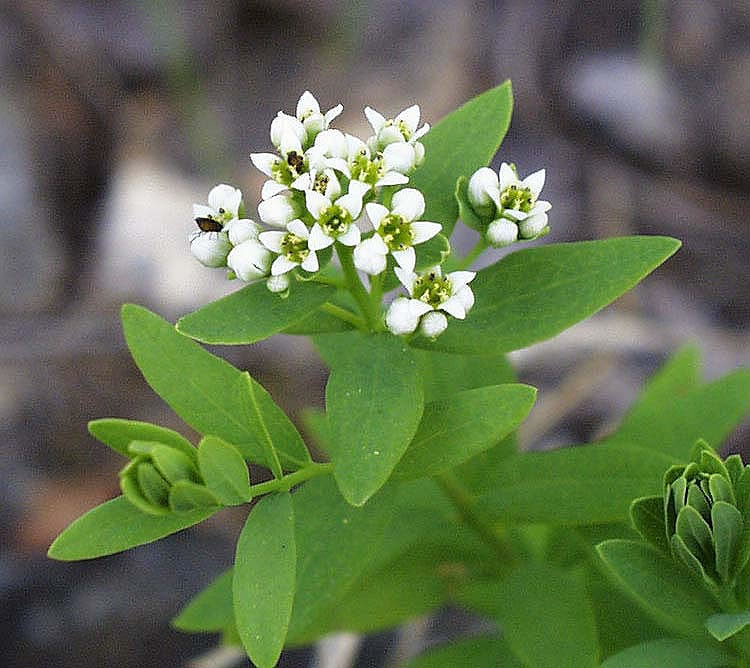
Comandra umbellata
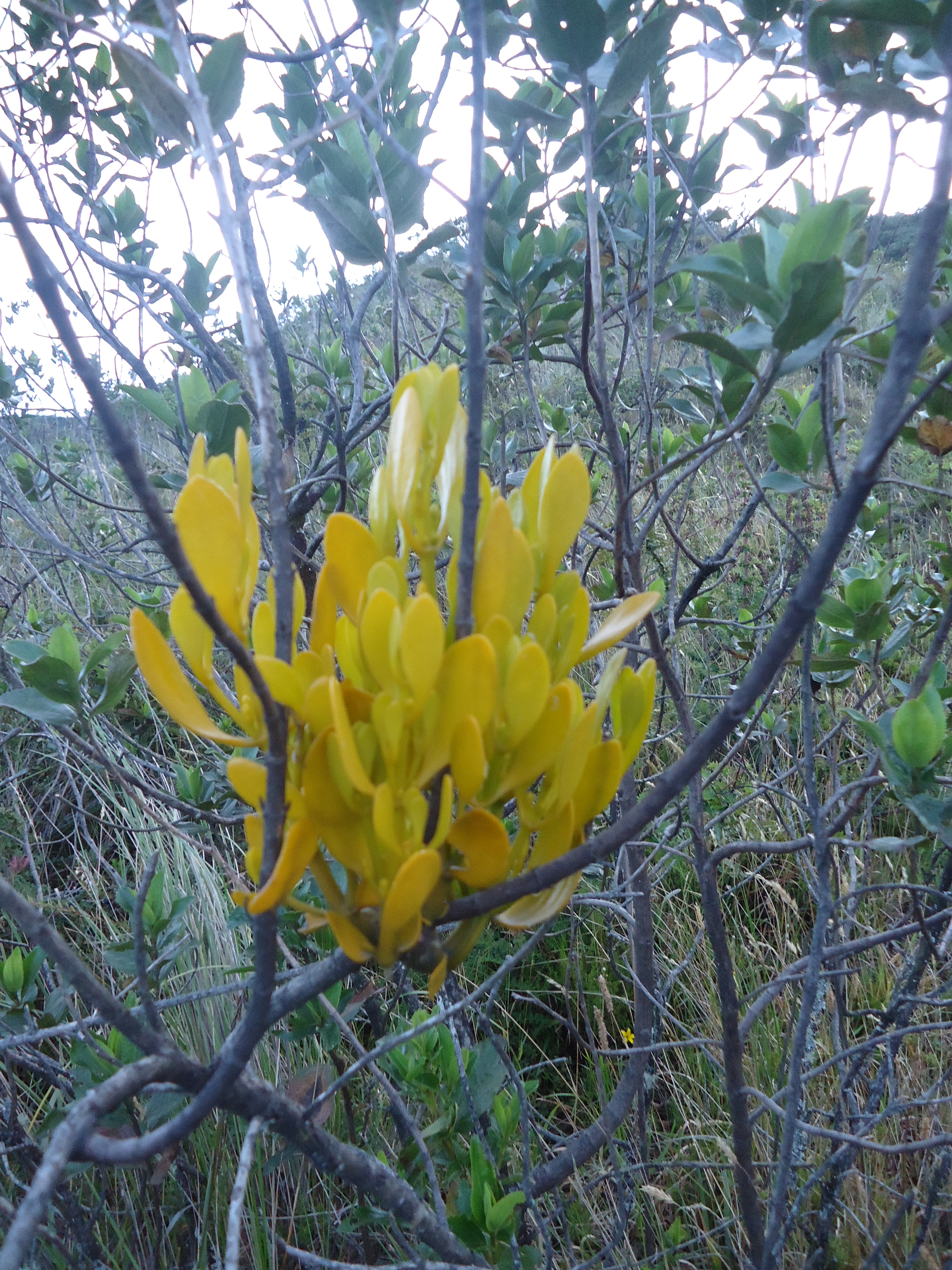
Dendrophthora
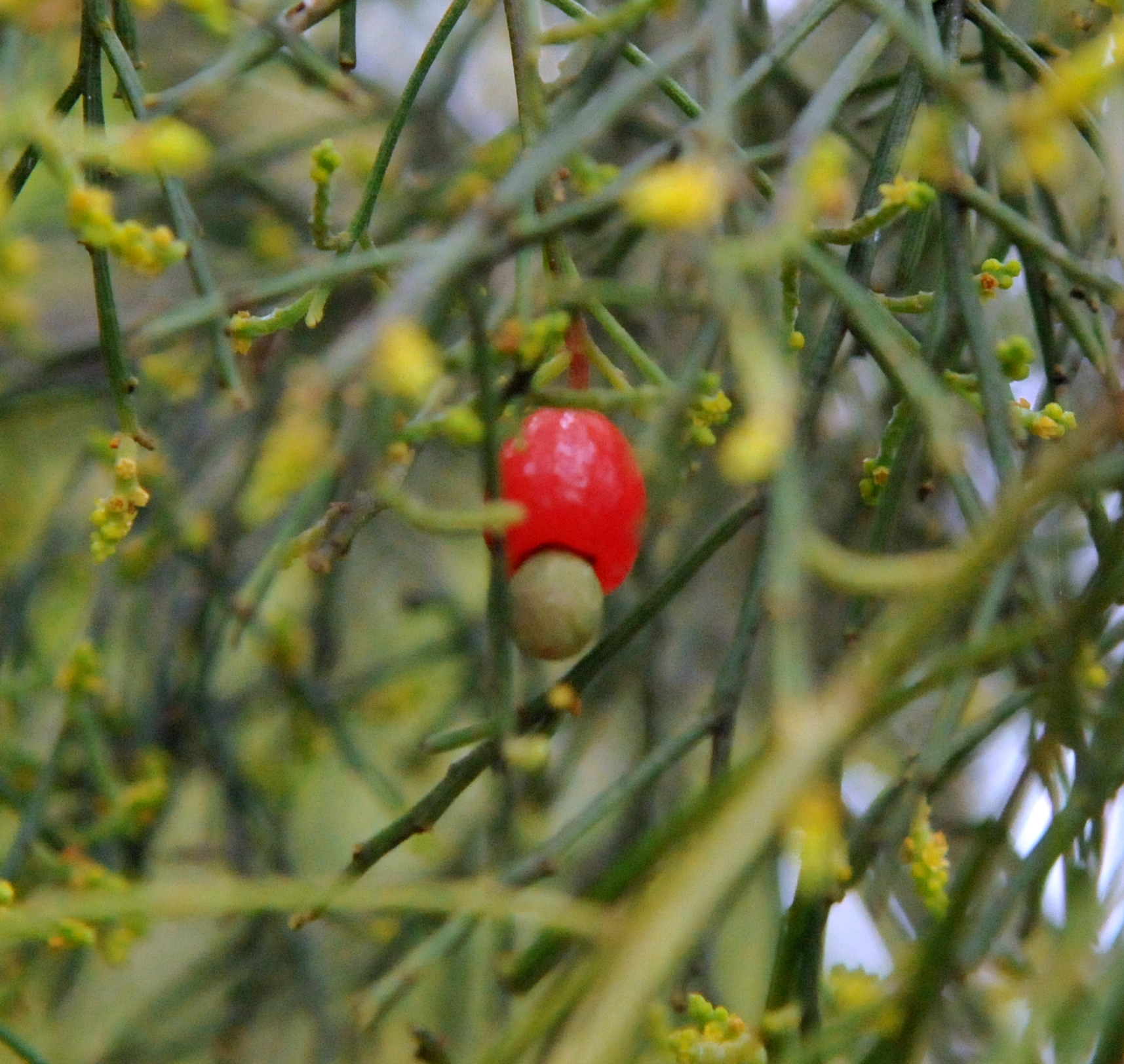
Exocarpos cupressiformis
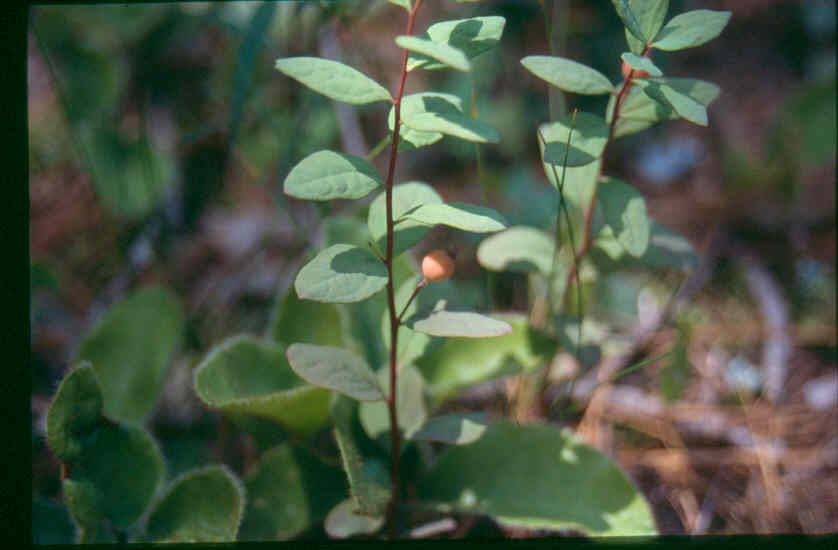
Geocaulon lividum
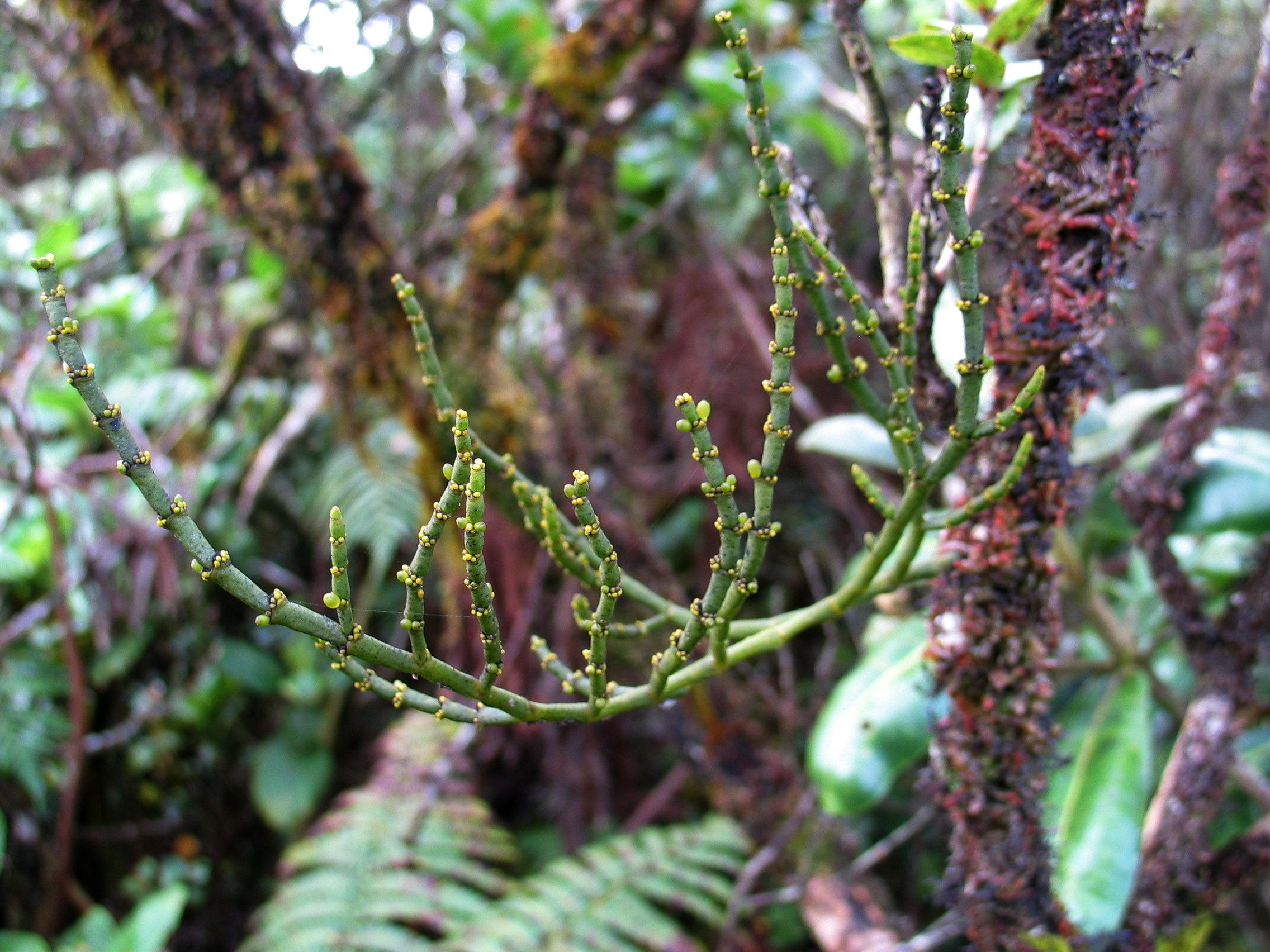
Korthalsella cylindrica
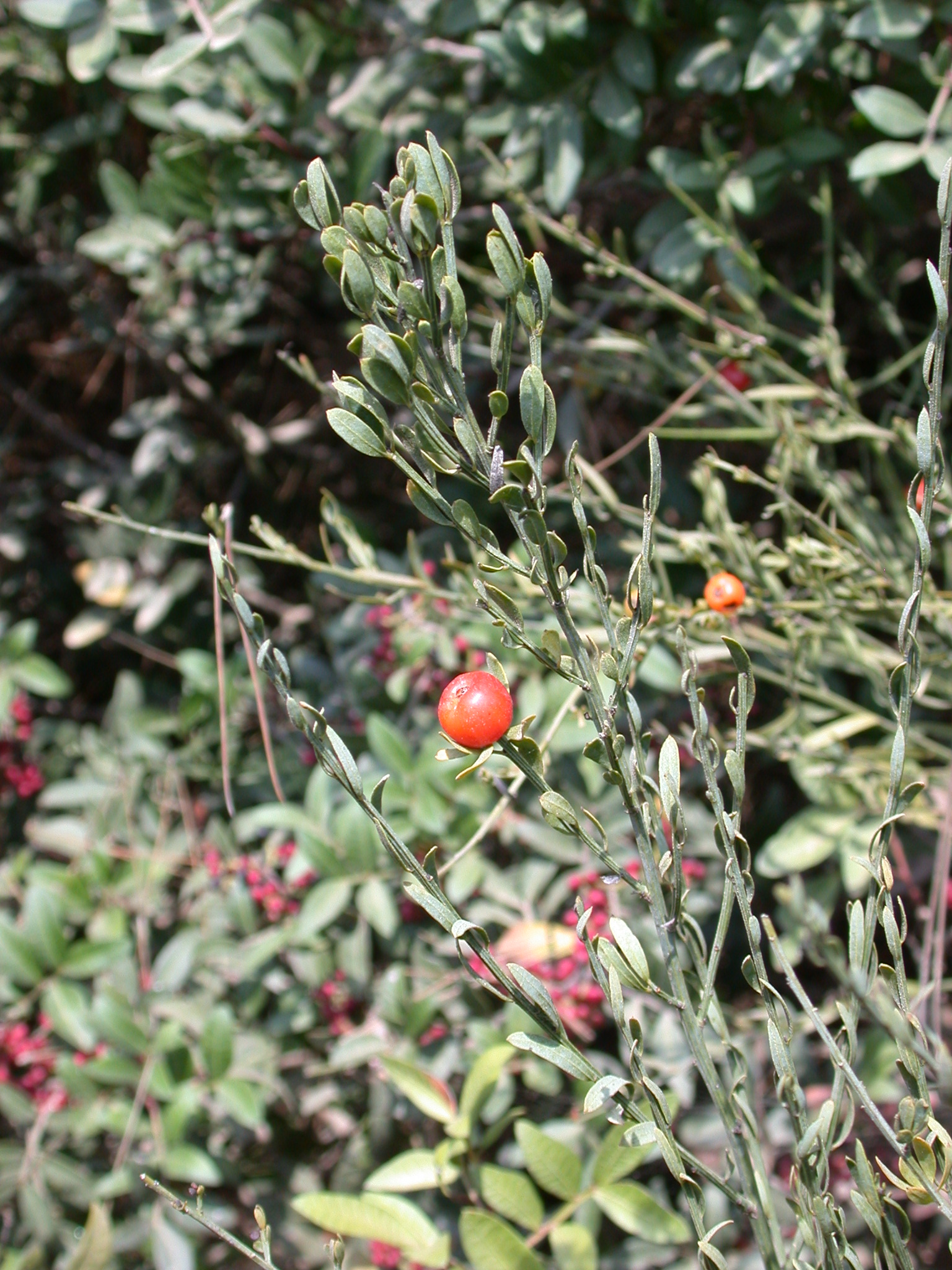
Osyris alba
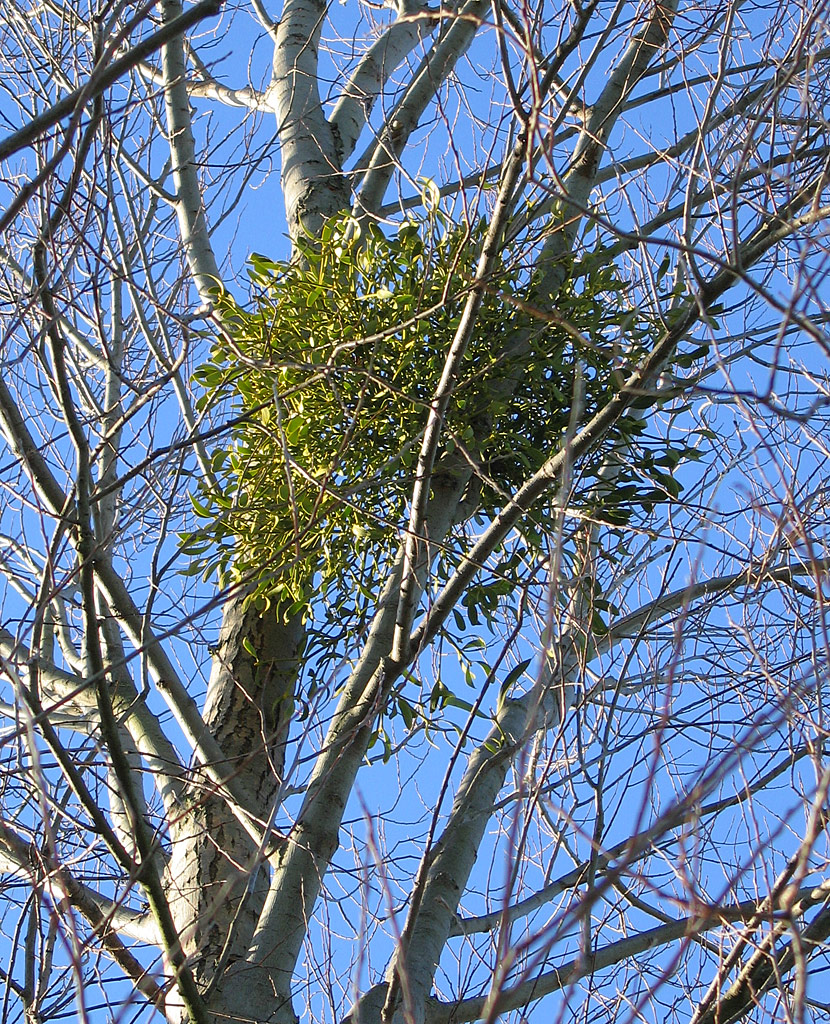
Viscum album